# Manuel Salinas de Frías
Manuel Salinas de Frías es catedrático de universidad en la especialidad de Historia Antigua del Departamento de Prehistoria, Historia Antigua y Arqueología de la Facultad de Geografía e Historia de la Universidad de Salamanca.
Licenciado en Filosofía y Letras por la Universidad de Salamanca en 1977, recibió el premio Extraordinario de Licenciatura y Doctor en Historia, con Premio Extraordinario de Doctorado, en 1988.

## Publicaciones
- Salinas, M. (1986): Conquista y romanización de celtiberia. Salamanca.[2]
- Salinas, M. (1988): «Geografía de Celtiberia según las fuentes literarias griegas y latinas.» Studia Zamorensia, IX: 107-115.
- Salinas, M. (1994): «El toro, los peces y la serpiente.» Homenaje a J. M. Blázquez II. Madrid: 509-519.
- Salinas, M. (1995) El gobierno de las provincias hispanas durante la república romana. Salamanca.[2]
- Salinas, M. (1998): «Sobre la caballería de los celtíberos en relación con su organización social.» Hispania Antiqua, XXII: 75-88.
- Salinas, M. (2001): Los vettones. Indigenismo y romanización en el occidente de la Meseta. Salamanca.[2]
- Salinas, M. (2005): «Las guerras celtibéricas». Celtíberos. Tras la estela de Numancia. Soria: 427-433.
- Salinas, M. (2006): Los pueblos prerromanos de la península Ibérica. Madrid.
- Salinas, M. (2007): «Las guerras celtibéricas y la conquista romana del valle del Duero.» En Navarro Caballero, M. y J. J. Palao Vicente (eds.), Villes et territoires dans le bassin du Douro à l’époque romaine. Burdeos: 27-42.
- Salinas, M. (2007): «Violencia contra los enemigos: los casos de Cartago y Numancia.» En Bravo, G. y R. González Salinero (eds.), Formas y usos de la violencia en el mundo romano. Madrid.
- Salinas de Frías, M. (2010): «Sobre algunos textos clásicos referentes a la caballería de los celtíberos y al simbolismo de sus armas.» En Gladius, Vol. 30 (2010), pp. 137-154.[3]

### Colaboraciones
- Atlas antroponímico de la Lusitania romana (2003): Navarro Caballero, Milagros y Grupo Mérida, José Luis Ramírez Sádaba, Ausonius, 2003.